# Pánfilo Natera
Pánfilo Natera García (Nieves, 12 luglio 1882 – San Miguel de Allende, 28 dicembre 1951) è stato un generale e politico messicano.
Prese parte alla rivoluzione messicana e fu governatore dello Zacatecas.

## Biografia

### Inizi
Pánfilo Natera nacque nel distretto di Nieves, Zacatecas, il 12 luglio 1882. I suoi genitori erano Francisco Natera e Néstora García e aveva tre fratelli: Pedro, Francisco Jesús e Juan Antonio. Le condizioni economiche della sua famiglia gli impedirono di frequentare la scuola. Nel 1910, come contadino di scarsa preparazione, si unì alla rivoluzione maderista con la promessa della ridistribuzione delle terre dopo la deposizione di Porfirio Díaz. Incorporato alle forze del generale Luis Moya, partecipò a una campagna nello stato di Zacatecas, prendendo parte alla cattura di Nieves e alle battaglie di San Juan de Guadalupe, Tlaltenango, Jalpa, Zacatecas, agli scontri nel Morelos, Fresnillo e Sombrerete. Dopo la morte del generale Luis Moya passò alle forze di Manuel Caloca Castañeda: nel maggio 1911, una volta firmato il trattato di Ciudad Juárez, entrarono a Sombrerete senza combattere. Alla fine dell'anno fu nominato secondo capo del 26º Corpo Rurale maderista.

### Ribellione di Orozco
Nel 1912 difese il governo di Francisco Madero contro i ribelli di Pascual Orozco. Agli ordini del generale Cándido Aguilar partecipò all'attacco a Huejuquilla, Jalisco, difesa dai generali orozchisti Benjamín Argumedo e "Cheche" Campos. Nel 1913 era di stanza a Nieves nello Zacatecas al momento dell'assassinio di Francisco Madero.

### Costituzionalismo
Prese le armi al comando di una truppa di 70 dei suoi Rurales. Si unì al neonato esercito costituzionale messicano e intraprese una campagna nello Zacatecas, Aguascalientes, Jalisco e Durango fino a raggiungere il grado di generale di brigata nell'agosto del 1913 e comandante della Divisione del Centro dell'esercito costituzionalista. Partecipò alla presa di Torreón con Pancho Villa e si mostrò come il comandante della prima linea nella vittoriosa battaglia di Zacatecas, durante la quale, al fianco dei fratelli Arrieta e con il successivo supporto di Villa, sconfisse le truppe federali del generale Luis Medina Barrón. In un primo momento Venustiano Carranza aveva incaricato a Natera la conquista di Zacatecas, ma, senza l'appoggio di Pancho Villa, aveva fallito. Il generale fu nominato comandante militare e governatore provvisorio dello Zacatecas. In questa posizione prese parte alla Convenzione di Aguascalientes e, prima della sua rottura, si alleò, per breve tempo, con la fazione convenzionista. Presidiò la Convenzione a Città del Messico e al suo trasferimento a Aguascalientes divenne responsabile dell'ordine della medesima città. Il 2 agosto 1915 si dimise da governatore e cambiò schieramento. Nel marzo 1916 fu arrestato nel Querétaro e trasferito a Città del Messico.

### Esercito messicano
Senza aver potuto provare i reati di cui era accusato, fu rimesso in libertà tre mesi dopo e ritornò nell'esercito ma rimanendo in disponibilità fino al 1923. In quell'anno organizzò nello Zacatecas l'83º Reggimento di cavalleria, con il quale difese il governo di Álvaro Obregón dai ribelli delahuertisti. Nel 1925 fu nominato Capo delle Commissioni di Ispezione dell'Esercito e più tardi fu presidente supplente del 2° Consiglio di Guerra e comandante militare di Guerrero e Zacatecas. Nel 1937 fu promosso a generale di divisione. Occupò di nuovo la carica di governatore dello Zacatecas dal 1940 al 1944, attuando una politica ruralista. Ritiratosi a vita privata, morì a San Miguel de Allende, Guanajuato, il 28 dicembre 1951.